# Papirus 96
Papirus 96 (według numeracji Gregory-Aland), oznaczany symbolem {\displaystyle {\mathfrak {P}}^{96}} – grecko-koptyjski rękopis Nowego Testamentu, spisany w formie kodeksu na papirusie. Paleograficznie datowany jest na VI wiek. Zawiera fragmenty Ewangelii Mateusza.

## Opis
Zachowały się tylko fragmenty Ewangelii Mateusza (3,10-12 - tekst koptyjski; 3,13-15 - tekst grecki).
Papirus ma kolor ciemnobrunatny.
Oryginalna karta miała prawdopodobnie rozmiary 9 na 8,5 cm, tekst pisany był dwoma kolumnami na stronę, 9 lub 10 linijek w kolumnie, 11-13 liter w linijce. Wielkość liter jest nieregularna. Kształt liter jest charakterystyczny dla aleksandryjskiej uncjały. Litery epsilon, omega i omikron mają okrągłe kształty, ypsilon posiada pętlę u dołu.
Nomina sacra nie występują na zachowanym fragmencie, prawdopodobnie występowało w 13.
Jeden raz występuje iota adscriptum (11 linijka).

## Tekst
Tekst fragmentu reprezentuje aleksandryjską tradycję tekstualną. Kurt Aland nie zaklasyfikował go do żadnej kategorii.
Fragment przekazuje jedne wariant tekstowy αυτω zamiast προς αυτον, w czym jest zgodny z Kodeksem Watykańskim i rodziną f13.

## Historia
Pochodzenie fragmentu jest nieznane.
Kurt Aland umieścił rękopis na liście greckich rękopisów Nowego Testamentu, w grupie papirusów, dając mu numer 96.
Aland datował rękopis na VI wiek, datację tę podtrzymuje obecnie INTF.
Tekst wydany został przez T. Orlandi w 1974 roku i ponownie w 2008 roku przez Stanleya i Wendy Porter (transkrypcja i facsimile).
Jest cytowany w krytycznych wydaniach Nowego Testamentu (NA27, UBS4).
Obecnie przechowywany jest w Austriackiej Bibliotece Narodowej (Pap. K. 7244) w Wiedniu.